# Деркач Сергій Валерійович
Сергі́й Вале́рійович Дерка́ч — старший сержант Збройних сил України, учасник російсько-української війни.

## Нагороди
За особисту мужність і героїзм, виявлені у захисті державного суверенітету та територіальної цілісності України, вірність військовій присязі під час російсько-української війни старший солдат Сергій Деркач нагороджений
- орденом «За мужність» III ступеня (4.12.2014)
- медаллю «Захиснику Вітчизни»[1]